# ジェイレン・ローズ
ジェイレン・アンソニー・ローズ（Jalen Anthony Rose、1973年1月30日 - ）は、アメリカ合衆国ミシガン州デトロイト出身の元バスケットボール選手。NBAで13シーズンプレイした。

## 経歴

### 学生時代
デトロイトのサウスウエスタン高校ではハワード・アイズリー、ボション・レナードらとプレイし、2年連続で州大会で優勝した。
大学も地元ミシガン大学に進学、全米で一大旋風を巻き起こしたファブ・ファイブの一角として学生時代から全米の注目を浴びる。特にローズはクリス・ウェバーと共に1年の時から「今すぐNBAでプレーできるレベル」と評価が高かった。1年の年から2年連続NCAAトーナメントファイナル進出、ウェバーが抜けた3年目にもエリート8（ベスト8）進出を果たしている。

### NBA
3年時（1994年）のNCAAトーナメント敗退直後にファブ・ファイブのもう一人であるジュワン・ハワードと共にアーリー・エントリーを表明、同年のNBAドラフトでデンバー・ナゲッツから全体で13位の指名を受けNBA入りを果たした。1年目の成績は8.2得点、4.8アシスト、年間アシスト数389で球団の新人記録をマークし、オール・ルーキー2NDチームにも選出された。
キャリア3年目の96-97シーズン開幕前にレジー・ウィリアムズ、将来のドラフト1巡目指名権と共にマーク・ジャクソン、リッキー・ピアース、ドラフト1巡目指名権との交換でインディアナ・ペイサーズに移籍した。しかし、ゲームメークの拙さから控えでの出場が多かった。翌年からは主にスモールフォワードとして、クリス・マリンのバックアップを務めていたが、ヘッドコーチがラリー・バードに代わると、次第に信頼を得るようになり、99-00シーズンにはスターターに昇格、チームはNBAファイナルまで進出し、MIPを受賞するまでに成長した。ファイナルでは平均23得点（第5戦では32得点を挙げた）を挙げたが2勝4敗でチームはロサンゼルス・レイカーズに敗れ去った。
01-02シーズン途中、低迷するシカゴ・ブルズにトラビス・ベスト、ノーマン・リチャードソオン、ドラフト2巡目指名権と共にブラッド・ミラー、ロン・マーサー、ロン・アーテスト (現：メッタ・ワールド・ピース)、ケビン・オリーとのトレードで移籍。チーム1の点取り屋となったが、03-04シーズン途中、ドニエル・マーシャル、ロニー・バクスターと共にアントニオ・デイビス、ジェローム・ウィリアムス、クリス・ジェフリーズとの交換でトレードでこれまた低迷中のトロント・ラプターズに移籍した。
ラプターズ在籍期間も短く、05-06シーズン途中にどん底状態に喘ぐニューヨーク・ニックスへ将来のドラフト1巡目指名権、噂されるところでは300万ドルの現金と共にアントニオ・デイヴィスとの交換で移籍した。ニックスのヘッドコーチはペイサーズ時代のヘッドコーチ、ラリー・ブラウンであった。しかしニックスにはガードポジションの選手がひしめき合っており、思うように出場時間を得ることはできなかった。
06-07シーズンの開幕直前である10月30日にニックスから解雇された。その後、複数のチームからオファーを受けていたがフェニックス・サンズと契約した。しかし膝に故障を抱えたローズはサンズの素早いプレイについていくことはできず、2007年のプレーオフでサンズが敗退した後、現役引退を発表しESPNのレギュラーコメンテーターとなった。プレーオフ期間中、TNTのコートサイドレポーターとしても出演している。

## プレースタイルその他
90年代に流行した身長2m超の大型ポイント・ガードの一人で、スティーブ・スミスやペニー・ハーダウェイと同じくしばしばマジック・ジョンソンに例えられた（しかもローズはサウスポーだったため、異色の存在だった）。が、スミスやペニー同様、結局はコンバートされた。現在は主にスモールフォワードとしてプレーするが、緊急事態にはPGも兼任できる。
ペイサーズに移籍してからはスモール・フォワードに定着しレジー・ミラーに次ぐチーム第2のスコアラーとしてブレイクした。1998年のカンファレンスファイナル、シカゴ・ブルズとのシリーズではマイケル・ジョーダンのマークにつき、たくみなディフェンスで第7戦までもつれ込む活躍をしている。それまでは低年俸でよく働く代表的な選手だったが、ここで大型契約を勝ち取った。しかし、2000年のNBAファイナル以降これといって活躍できず、一転して高額サラリーを酷評されることもしばしばであった。
ここ数シーズン、プレーオフ出場もない為、2005年から自身がオフの時は、積極的にTVリポーター役を買って出ている。2006年プレーオフのサンアントニオ・スパーズ対サクラメント・キングス戦では、レポート中にベンチに座っていたニック・バン・エクセルから頭にタオルを投げつけられ、コメンテーターの笑いを誘っていた。
ナゲッツ時代のチームメートのディケンベ・ムトンボがコンゴ民主共和国に建設しようとしている病院のために10万ドルを寄付している。